# 人造文化石
人造文化石是由水泥、陶粒、颜料等为原材料，经过模具加工浇注而成。由于其具有色彩丰富、形状各异等美学特点，故其在建筑上广为应用，尤其是在别墅的建筑上发挥着重要的作用。
“人造文化石”的原理是1960年代由美国石匠梅森发明，后来，Garrett 和Floyd Brown 采用浮石等材料开发出人造文化石的产品。